# Teleki Emma
De Gerando Ágostné széki gróf Teleki Emma (Hosszúfalva, 1809. szeptember 11. – Pálfalva, 1893. április 30.) író, De Gerando Antonina anyja.

## Életútja
Teleki Imre gróf és Brunswick Karolina grófnő leánya. Szülei igen elvonult életet éltek három gyermekükkel Blanka-, Emma- és Miksával, akik sokkal többet tanultak e nagy magányban, mint más nagy család ivadékai. Emma fivérével együtt végezte minden tanulmányait; a latinban, történelemben és botanikában rendkívül sokra ment. Később utazott Németországban, Olaszországban és Franciaországban. Itt ismerkedett meg De Gerando Ágosttal, akihez 1840. május 14-én férjhez ment és akivel nyolc évet élt boldogan. 34 éves korában már özvegyen maradt két gyermekével és mivel őt is el akarták fogni s férjét nem sikerült volt elfogni, csak álútlevéllel menekülhetett Drezdába, ahol férjét halálán találta. Ennek elvesztése után Franciaországban nevelte fel gyermekeit igaz magyaroknak. 1870-ben tért vissza Magyarországra. Ezután hol Párizsban tartózkodott régi kitűnő barátai körében, hol Magyarországon pálfalvi birtokán Szatmár megyében, folytonosan foglalkozva irodalommal, olvasva s írva, de csak családja számára. Elhunyt 1893. április 30-án, 85 éves korában, örök nyugalomra helyezték 1893. május 2-án délután a római katolikus egyház szertartása szerint Pálfalván.
Franciaországban több cikket írt a magyar ügyek védelmére.

## Munkái
- Antonina és Attila könyve, irta anyjok. Paris, 1851–64. Négy kötet. (Névtelenűl. Adomák, nagy emberek élete, költemények, szindarabok sat.)
- Antonina és Attila Rómában. Pest, 1865.
- Az 1867-iki világtárlat Párisban. Uo. 1869–70. Két kötet.
- De Gerando Ágostné, gr. Teleki Emma görögországi levelei és a régi Attikának hiteles kútfők utáni leirása. Uo. 1873.
- Hasznos mondatok gyűjteménye a hosszúfalvi iskola számára 1884. (Névtelenűl.)